# Bresnica (Bosilegrad)
Brestnica (cirill betűkkel Бресница, bolgárul Брестница (Bresztnicá)) egy falu Szerbiában, a Pcsinyai körzetben, a Bosilegradi községben.

## Népesség
A lakosok száma 1948-ban 401, 1953-ban 429, 1961-ben 376, 1971-ben 296, 1981-ben 177, 1991-ben 131, 2007-ben 77, akik közül 55 bolgár (71,42%), 19 szerb (24,67%), 1 pedig montenegrói.